# ブーテーシュヴァラ・ヤクシーズ
ブーテーシュヴァラ・ヤクシーズ（Bhutesvara Yakshis）は、西暦2世紀のクシャーナ朝時代に作られた、一連のヤクシニーレリーフ。
柱の裏側は、仏陀の生涯とジャータカの場面がレリーフになっている。 